# Грнч'ярска Вес
Грнч'ярска Вес (словац. Hrnčiarska Ves, угор. Cserepes) — село, громада в окрузі Полтар, Банськобистрицький край, центральна Словаччина. Кадастрова площа громади — 25,78 км². Населення — 960 осіб (за оцінкою на 31 грудня 2017 р.).
Перша згадка 1285 року.

## Географія
Протікають Маштінський потік і Сельчанський потік.

## Населення
| Рік:            | 1994. | 2004.   | 2014.   | 2024.   |
| --------------- | ----- | ------- | ------- | ------- |
| Кількість осіб: | 908   | 938     | 1006    | 936     |
| Різниця:        |       | +3,30 % | +7,24 % | -6,95 % |

| Рік:            | 2023. | 2024.   |
| --------------- | ----- | ------- |
| Кількість осіб: | 932   | 936     |
| Різниця:        |       | +0,42 % |